# Wereldkampioenschap wegrace 1963
Het wereldkampioenschap wegrace seizoen 1963 was het vijftiende in de geschiedenis van het door de FIM georganiseerde wereldkampioenschap wegrace. De FIM voegde de Grand Prix van Japan toe aan de kalender, maar net als bij de GP van Argentinië kwamen daar slechts weinig Europese teams en coureurs. 

## Merken/teams
- De sensatie van het seizoen 1963 kwam van "Scuderia Duke", het team van Geoff Duke die de zes jaar oude 350- en 500cc-Gilera's tot zijn beschikking had. Al na de openingsrace, de Isle of Man TT, besloot men de 350cc-machines terug te sturen om zich alleen op de 500cc-klasse te concentreren. De geblesseerde Derek Minter werd in het begin vervangen door Phil Read en zijn teamgenoot was John Hartle. Uiteindelijk kreeg het team ook in de 500cc-klasse grote problemen door gebrek aan onderdelen en het project ging als een nachtkaars uit.
- Honda deed een flinke stap terug in 1963. De motorsport was ook voor Honda erg duur en bovendien werkte men aan een eerste Formule 1 auto, de Honda RA271. De 50cc-klasse werd losgelaten en in de andere klassen moesten de coureurs het met de machines van 1962 doen. Na de Isle of Man TT stuurde men zelfs de monteurs terug naar Japan, waardoor de fabrieksrijders het seizoen feitelijk als privérijders moesten afmaken. Toch was het genoeg voor twee wereldtitels (250 en 350 cc). In de laatste Grand Prix in Japan kwam Honda alsnog met nieuwe machines voor 1964: de 50cc-tweecilinder RC 113 en de 125cc-viercilinder RC 146.
- Suzuki prestenteerde een nieuwe machine in de Japanse Grand Prix: de watergekoelde 125cc-Suzuki RT 64 A. Men begon echter meteen na de Japanse Grand Prix met de ontwikkeling van de viercilinder RK 64. Ernst Degner viel hard in de 50cc-race in Japan, waarbij zijn tank openbarstte. Hij liep ernstige brandwonden op en kon bijna een jaar niet rijden.
- Yamaha kwam nadat het 1962 had gebruikt voor de doorontwikkeling van haar machines in 1963 terug in de 250cc-klasse met de tweecilinder RD 56. In de laatste race in Suzuka (Japan) kwam ook de 125cc-RA 75 aan de start, maar Yoshikazu Sunako werd er slechts zevende mee.

## Coureurs
- Giacomo Agostini debuteerde in de GP des Nations.
- Ginger Molloy debuteerde in de TT van Assen.
- Tarquinio Provini legde met zijn eenvoudige Moto Morini 250 Bialbero-eencilinder het vuur aan de schenen van Jim Redman met zijn Honda RC 163-viercilinder. Morini stuurde hem echter niet naar de TT van Man, hoewel Provini daar al zeer succesvol was geweest met vier overwinningen in het verleden. Dat kostte punten en uiteindelijk moest hij de wereldtitel aan Redman laten.
- Phil Read werd door Scuderia Duke aangetrokken als vervanger voor de geblesserde Derek Minter. Toen dat team min of meer ophield te bestaan ging hij in op de uitnodiging van Yamaha om de vernieuwde Yamaha RD 56 tweecilinder tweetakt in de Japanse Grand Prix te rijden. Dat was het begin van een lange samenwerking.
- Alan Shepherd was in de 500cc-klasse weer "best of the rest", de beste eencilinder-rijder met zijn Matchless G50. Hij werd ook de beste MZ-rijder met enkele incidentele optredens in de 125cc-klasse en de 250cc-klasse.
- Dave Simmonds debuteerde in de Grand Prix van Frankrijk. Net als zijn broer Mike reed hij op privébasis met een 50cc-Tohatsu. Aan het einde van het seizoen nodigde de fabriek hem uit om in de Japanse Grand Prix te starten.

### Gestopt
- Moto Kitano had zijn carrière beëindigd.
- Claude Lambert moest zijn carrière beëindigen toen hij in de voorbereiding van de TT van Man een dijbeen brak bij een spelletje. Hij klom in een touw, maar toen dat brak raakte hij geblesseerd.

### Overleden
- Gottfried Rüfenacht verdronk als gevolg van een weddenschap. Nadat zijn zijspancoureur Claude Lambert een been gebroken had en er niet meer geracet kon worden, ging hij als gevolg van een weddenschap met een bootje de rivier de Avre op. Door de stroming bij de samenkomst met de Rhône sloeg de boot om. Rüfenacht kon niet zwemmen en verdronk. Zijn lichaam werd een maand later bij de dam van Verbois gevonden.

|         | 1e | 2e | 3e | 4e | 5e | 6e |
| ------- | -- | -- | -- | -- | -- | -- |
| Punten: | 8  | 6  | 4  | 3  | 2  | 1  |

|               | 50 cc | 125 cc | 250 cc | 350 cc | 500 cc | Zijspan |
| ------------- | ----- | ------ | ------ | ------ | ------ | ------- |
| Aantal races: | 9     | 12     | 10     | 7      | 8      | 5       |
| Tellend:      | 5     | 7      | 6      | 4      | 5      | 3       |

In de 500cc-klasse werden acht, in de 350cc-klasse zeven, in de 250cc-klasse elf, in de 125cc-klasse twaalf, in de 50cc-klasse negen en in de zijspanklasse zes wedstrijden gepland, maar de 250cc-race en de zijspanrace van Frankrijk werden door dichte mist niet verreden. Bij een even aantal wedstrijden werd het aantal wedstrijden gehalveerd en daar werd er één bij opgeteld. Bij een oneven aantal wedstrijden werd er één wedstrijd bij opgeteld en daarna werd het aantal gehalveerd.

## Races
GP van Spanje, Montjuïc
De Spaanse Grand Prix was nogal mager bezet, met slechts tien starters in de 250cc-race, 25 in de 125cc-race, achttien in de 50cc-race en acht in de zijspanrace. Er werd ook een race om de Spaanse Formula Junior 250-klasse verreden, die werd gewonnen door Ricardo Fargas met een Mototrans Ducati.
GP van Duitsland, Hockenheim
Het was de laatste keer dat de Hockenheimring in zijn oorspronkelijke vorm werd gebruikt. Door de aanleg van Bundesautobahn 6 werd de zuidwestelijke punt feitelijk "afgeknipt".
GP van Frankrijk, Clermont-Ferrand
Door de dichte mist die opkwam na een storm kwamen de 250cc-race en de zijspanrace te vervallen. Tijdens de trainingen voor de 250cc-klasse kwam de Fransman Marcelin Herranz om he leven.
Isle of Man TT, Mountain Course
In 1963 werden door het bedrijf Shell-Mex and BP fondsen vrijgemaakt voor de huur van een helikopter die een arts naar de plaats van een ongeluk kon vervoeren en eventueel ook een patiënt naar het ziekenhuis kon brengen. Omdat de TT van Man de opening van het 500cc-seizoen was, volgde hier het debuut van het Gilera-team van oud-coureur Geoff Duke, Scuderia Duke. Ook Yamaha kwam voor het eerst naar Europa met de 250cc-RD 56. Mitsuo Itoh werd de eerste Japanse coureur die een race in de TT won. Na het succes in 1962 werd de 50 cc TT met een ronde uitgebreid.
GP van België, Spa-Francorchamps
De zijspanklasse sloot haar seizoen in België al af, dit terwijl de 500cc-klasse nog lang niet op de helft van haar seizoen was. Max Deubel en Emil Hörner werden voor de derde keer wereldkampioen in de zijspanklasse. Voor het eerst verschenen de Russen met 500cc-machines in het WK. Het was overigens ook de eerste keer dat ze buiten het Oostblok aan de start kwamen.
Ulster Grand Prix, Dundrod
De Ulster Grand Prix markeerde de terugkeer van Derek Minter, die was ingehuurd door Geoff Duke, maar die al voor aanvang van het seizoen bij een race op Brands Hatch gewond was geraakt. Duke wist drie machines te prepareren, waardoor Minter's vervanger Phil Read ook kon starten. Ook Jim Redman kwam terug van een blessure, maar hij had alleen de GP van België gemist.
GP van de DDR, Sachsenring
De 50cc-klasse was wel gepland, maar ging niet door omdat er te weinig deelnemers waren. Zo bleef op 17 augustus alleen de 350cc-race over. De overige races werden verreden op 18 augustus. Mike Hailwood won drie van de vier races. Drie belangrijke coureurs ontbraken: Ernst Degner, gevlucht uit de DDR, kon hier niet meer racen, Tarquinio Provini was met zijn team tegengehouden bij de grens omdat de visa niet in orde waren, en Phil Read had zijn Duke-Gilera 500 4C in de Ulster GP in de prak gereden. Het team kon hem niet van een vervangende motorfiets voorzien.
Nations GP, Monza
De Grand Prix des Nations werd verreden voor 50.000 toeschouwers. Het team van Suzuki had de wereldtitel in de 125cc-klasse al binnen en verscheen niet.
GP van Argentinië, Buenos Aires
De Argentijnse Grand Prix was weer een tamelijk armoedige vertoning. Voor privérijders was de overtocht veel te duur, maar ook voor fabrieksteams. Zo kwam het dat alleen die teams die nog in de strijd waren voor een wereldtitel, soms met tegenzin, naar Argentinië moesten reizen. Dat deden de teams van Suzuki en Kreidler, die nog vochten om de 50cc-titel en Honda en Morini, die nog vochten om de 250cc-titel. Verder stuurde alleen MV Agusta Mike Hailwood naar Buenos Aires. Hoewel de Argentijnse Grand Prix ook in het seizoen 1964 op de kalender stond, werd ze pas in het seizoen 1981 weer verreden.
GP van Japan, Suzuka
Honda was als circuiteigenaar vooral gastheer van andere Japanse merken. Alleen Moto Morini was overgekomen omdat Tarquinio Provini nog kans had op de 250cc-wereldtitel. De Japanners presenteerden allemaal nieuwe motorfietsen voor het seizoen 1964: Honda haar 50cc-tweecilinder RC 113 en haar 125cc-viercilinder RC 146, Yamaha kwam met haar 125cc-eencilinder RA 75 en met de vernieuwde 250cc-RD 56, waarvan de boring/slagverhouding van 54 x 54 mm naar 56 x 50,7 mm was gebracht. Suzuki verscheen met de wategekoelde 250cc-viercilinder RZ 63 voor een eenmalig optreden, want deze machine zou begin 1964 al vervangen worden door de RZ 64. Het optreden van de Honda RC 146 en de Yamaha RD 56 was een voorbode voor het succes in 1964.

## 500cc-klasse
In de Senior TT van 1963 werd John Hartle (Scuderia Duke Gilera) tweede achter Mike Hailwood (MV Agusta), maar het verschil tussen beide was niet erg groot. De Senior was de openingsrace van het wereldkampioenschap. Tijdens de TT van Assen ging de MV Agusta kapot en Hartle en Phil Read werden eerste en tweede met hun Gilera's. In Francorchamps werd Read tweede achter Hailwood. Intussen won Derek Minter, nog herstellende van zijn rugblessure, een nationale wedstrijd in Oulton Park. Het wereldkampioenschap ging verder met de Ulster Grand Prix, waar Hailwood met de MV Agusta superieur was. Hartle en Minter werden tweede en derde, maar de snelste Gilera was bijna 9 km/h langzamer dan de MV Agusta. Read crashte in deze wedstrijd waarbij een tweede machine werd afgeschreven (de eerste was al verloren gegaan tijdens tests in het najaar van 1962 op Monza). Tijdens de Grand Prix van de DDR op de Sachsenring werd Minter tweede achter Hailwood, maar Hartle viel en de derde machine was total loss. De laatste Gilera werd naar de GP van Finland gestuurd en zou gereden worden door Hartle, maar problemen met de versnellingsbak zorgden voor een teleurstelling. Ondanks alles wilden zowel Duke als de Gilera-fabriek een goed resultaat boeken in de voorlaatste grand prix, de thuisrace in Monza. Een van de kapotte motorfietsen werd opgeknapt zodat er weer met twee machines gestart kon worden. Hartle crashte echter in de trainingen met de herstelde machine. Haastwerk bij de reparatie en de preparatie zorgde voor te trage en onbetrouwbare motorfietsen in de race. Ze vielen uit door olielekkages en kapotte versnellingsbakken. Uiteindelijk won Hailwood zeven van de acht wedstrijden en werd wereldkampioen 500 cc. Alan Shepherd herhaalde zijn prestatie van 1962 en werd met de Matchless G50 tweede en de Gilera-rijders Hartle, Read en Minter werden derde, vierde en zevende. Het veld bestond verder vrijwel uitsluitend uit machines van Norton en Matchless, nadat František Šťastný na twee keer uitvallen met zijn Jawa op Man en Assen de pijp aan Maarten had gegeven. De Sovjet-Unie zette enkele malen machines in die onder de naam van het productiebureau CKEB reden en Nikolaj Sevast'ânov haalde er in Finland zelfs een punt mee. MV Agusta nam niet eens de moeite naast Hailwood een tweede rijder aan te stellen, zelfs niet voor de thuisrace op Monza.
Isle of Man TT, Mountain Course
Men had uitgezien naar het debuut van de Scuderia Duke-Gilera's, maar Mike Hailwood bleek met zijn MV Agusta 500 4C veel te snel voor John Hartle en Phil Read. Hailwood reed een nieuw ronderecord (106,41 mijl per uur).
Dutch TT, Assen
Het lukte het team van Geoff Duke in Assen om met de zes jaar oude Gilera 500 4C te winnen, maar pas nadat Mike Hailwood met de MV Agusta 500 4C was uitgevallen. John Hartle won voor stalgenoot Phil Read. Alan Shepherd zette met de Matchless G50 zijn goede prestaties van 1962 voort en werd derde. De Gilera's bezetten nu de eerste twee plaatsen in de WK-stand.
GP van België, Spa-Francorchamps
John Hartle kwam als WK-leider naar België, maar werd als vijftiende geklasseerd. Zijn teamgenoot Phil Read werd tweede, op ruime achterstand op Mike Hailwood op de MV Agusta. Alan Shepherd werd op een ronde gereden, maar was opnieuw de beste van de eencilinder-rijders.
Ulster Grand Prix, Dundrod
Mike Hailwood won de 500cc-race. Hij reed ook de eerste ronde boven 100 mijl per uur op Dundrod (101,28 mph). Duke-Gilera-rijder John Hartle werd tweede voor zijn teamgenoot Derek Minter. Beste eencilinder-rijder werd opnieuw Alan Shepherd. Phil Read beëindigde zijn carrière bij Duke-Gilera feitelijk zelf door bij een val zijn machine af te schrijven. Er waren simpelweg niet genoeg Gilera 500 4C's meer over om hem later in het seizoen nog te laten rijden.
GP van de DDR, Sachsenring
In de WK-stand was John Hartle de grootste bedreiging voor Mike Hailwood en door het wegvallen van Phil Read ook de enige. Hartle viel echter uit. Hailwood won met bijna een minuut voorsprong op Derek Minter. Alan Shepherd werd voor de derde keer derde.
GP van Finland, Tampere
Het Scuderia Duke-team van Geoff Duke was goed begonnen aan het seizoen, maar het gebrek aan onderdelen voor de zes jaar oude Gilera 500 4C begon nu nijpend te worden. Twee machines waren al afgeschreven en in Finland ging de versnellingsbak van de laatste stuk. Daar profiteerde vooral Alan Shepherd (Matchless) van, die achter Mike Hailwood tweede werd met een ronde achterstand. Mike Duff werd (ook met een Matchless G50) derde. Shepherd passeerde de Duke-Gilera-rijders in de WK-stand. Hailwood kon niet meer achterhaald worden en werd wereldkampioen 500 cc.
Nations GP, Monza
Opmerkelijke afwezige in de 500cc-race was Alan Shepherd, die met zijn Matchless G50 op de tweede plaats van het wereldkampioenschap stond. Even opmerkelijk was het feit dat Scuderia Duke haar twee inzetbare machines aan Derek Minter en Phil Read gaf, terwijl John Hartle gemakkelijk die tweede plaats van Shepherd kon overnemen. Minter en Read haalden de finish niet, wat Jack Findlay de kans gaf om met zijn Matchless G50 tweede te worden, weliswaar met twee ronden achterstand op MV Agusta-rijder en wereldkampioen Mike Hailwood. Fred Stevens werd met zijn Norton 30 M derde.
GP van Argentinië, Buenos Aires
Mike Hailwood was in de 500cc-race zonder concurrentie. Het Scuderia Duke-Gilera-team was al kansloos voor de wereldtitel en had grote problemen om een machine rijklaar te krijgen. Het was dan ook niet naar Argentinië afgereisd. Daardoor was het voor Alan Shepherd ook niet erg dat hij met zijn Matchless G50 uitviel: hij behield de tweede plaats in de WK-stand. Opmerkelijke deelnemer was Tarquinio Provini, waarschijnlijk met een opgeboorde Moto Morini 250 Bialbero, die echter ook uitviel. Verder waren er alleen Zuid-Amerikaanse deelnemers, van wie Jorge Kissling en Benedicto Caldarella met een ronde achterstand tweede en derde werden.

### Uitslagen 500cc-klasse
|   | Datum        | Race              | Circuit           | 1e            | 2e             | 3e                   | Snelste ronde |
| - | ------------ | ----------------- | ----------------- | ------------- | -------------- | -------------------- | ------------- |
| 1 | 14 juni      | Isle of Man TT    | Mountain Course   | Mike Hailwood | John Hartle    | Phil Read            | Mike Hailwood |
| 2 | 29 juni      | Dutch TT          | Assen             | John Hartle   | Phil Read      | Alan Shepherd        | John Hartle   |
| 3 | 7 juli       | GP van België     | Spa-Francorchamps | Mike Hailwood | Phil Read      | Alan Shepherd        | Mike Hailwood |
| 4 | 10 augustus  | Ulster Grand Prix | Dundrod           | Mike Hailwood | John Hartle    | Derek Minter         | Mike Hailwood |
| 5 | 18 augustus  | GP van de DDR     | Sachsenring       | Mike Hailwood | Derek Minter   | Alan Shepherd        | Mike Hailwood |
| 6 | 1 september  | GP van Finland    | Tampere           | Mike Hailwood | Alan Shepherd  | Mike Duff            | Mike Hailwood |
| 7 | 15 september | GP des Nations    | Monza             | Mike Hailwood | Jack Findlay   | Fred Stevens         | Mike Hailwood |
| 8 | 6 oktober    | GP van Argentinië | Buenos Aires      | Mike Hailwood | Jorge Kissling | Benedicto Caldarella | Mike Hailwood |

### Eindstand 500cc-klasse
| Pos. | Coureur              | Motorfiets         | Ptn.    |
| ---- | -------------------- | ------------------ | ------- |
| 1    | Mike Hailwood        | MV Agusta          | 40 (56) |
| 2    | Alan Shepherd        | Matchless          | 21      |
| 3    | John Hartle          | Duke-Gilera        | 20      |
| 4    | Phil Read            | Duke-Gilera        | 16      |
| 5    | Fred Stevens         | Norton             | 13      |
| 6    | Mike Duff            | Matchless          | 11      |
| 7    | Derek Minter         | Duke-Gilera        | 10      |
| 8    | Jack Findlay         | McIntyre-Matchless | 8       |
| 9    | Jorge Kissling       | Norton             | 6       |
| 10   | Jack Ahearn          | Norton             | 5       |
| 11   | Benedicto Caldarella | Matchless          | 4       |
| 12   | Bill Smith           | Norton             | 3       |
| 12   | Victorio Minguzzi    | Matchless          | 3       |

| Pos. | Coureur              | Motorfiets | Ptn. |
| ---- | -------------------- | ---------- | ---- |
| 14   | Joe Dunphy           | Norton     | 2    |
| 14   | Ralph Bryans         | Norton     | 2    |
| 14   | Syd Mizen            | Norton     | 2    |
| 14   | Ladi Richter         | Norton     | 2    |
| 14   | Fabián Villavelran   | Norton     | 2    |
| 19   | Sven-Olof Gunnarsson | Norton     | 1    |
| 19   | Gyula Marsovszky     | Matchless  | 1    |
| 19   | Vernon Cottle        | Norton     | 1    |
| 19   | Nikolaj Sevast'ânov  | CKEB       | 1    |
| 19   | Vasco Loro           | Norton     | 1    |
| 19   | Horacio Costa        | Norton     | 1    |

(Punten tussen haakjes zijn inclusief streepresultaten)

### Constructeurstitel 500cc-klasse
| 1 | MV Agusta   | 40 (56) |
| 2 | Matchless   | 24 (34) |
| 3 | Duke-Gilera | 32      |
| 4 | Norton      | 19 (24) |
| 5 | CKEB        | 1       |

(Punten tussen haakjes zijn inclusief streepresultaten)

## 350cc-klasse

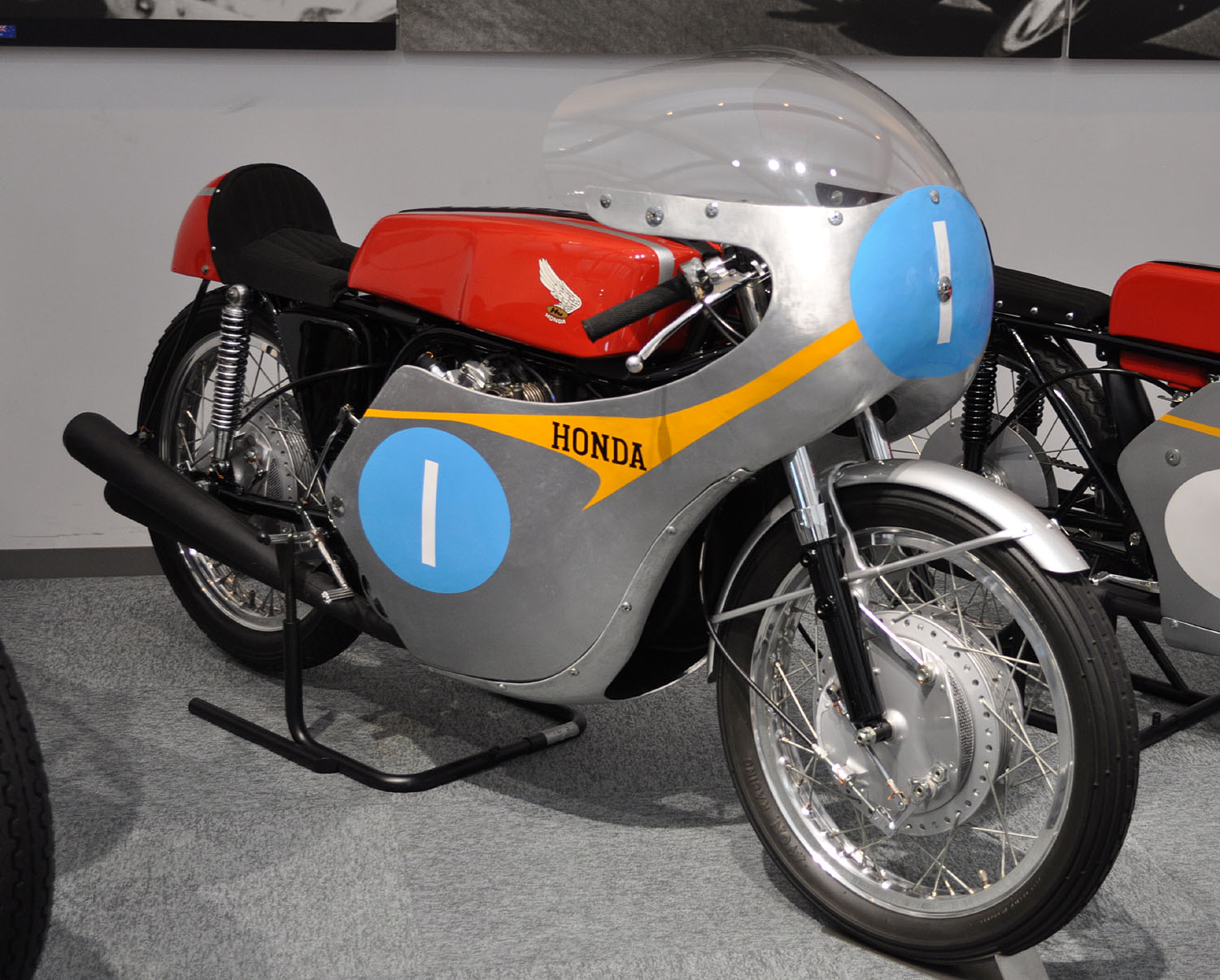
De Honda RC 171 uit 1962 moest door bezuinigingen ook in 1963 worden gebruikt. Hij was nog goed genoeg om de 350cc-wereldtitel te pakken.

De 350cc-klasse van 1963 maakte in elk geval duidelijk dat de Britse motorfietsen absoluut niet meer mee konden komen. Mike Duff gebruikte een AJS Boy Racer, maar werd slechts tiende in de eindstand, nog achter John Hartle, die met de Gilera 350 4C slechts één wedstrijd had gereden en de Bianchi tweecilinder van Remo Venturi en de CKEB van Nikolaj Sevast'ânov. De 350cc-klasse was een beetje het stiefkindje van het wereldkampioenschap, alleen serieus genomen door Honda. MV Agusta stuurde Mike Hailwood niet eens naar de eerste race in Duitsland. In Man viel Hailwood uit. Die beide wedstrijden werden gewonnen door Jim Redman met de Honda RC 171 viercilinder. Redman won ook in Assen en Ulster, waardoor zijn wereldtitel feitelijk al zeker was, want de vier beste resultaten telden. Toch wist Hailwood te winnen in de DDR en Finland, maar de GP van Monza ging weer naar Jim Redman. Die werd dan ook wereldkampioen vóór Hailwood en Luigi Taveri (Honda). Taveri had zich moeten behelpen met een 305cc-Honda CR 77 productieracer. 
GP van Duitsland, Hockenheim
Enkele dagen voor de seizoensopening raakte Scuderia Duke-coureur Derek Minter zwaargewond bij een ongeluk op Brands Hatch. Teammanager Geoff Duke verving hem door Phil Read. Eerste rijder John Hartle viel in Duitsland uit, maar Read werd derde achter Jim Redman (Honda) en Remo Venturi (Bianchi). De punten werden verdeeld over motorfietsen van zes verschillende merken.
Isle of Man TT, Mountain Course
In de Junior TT ontstond een flink gevecht tussen Jim Redman (Honda RC 171), Phil Read (Duke-Gilera 350 4C) en Mike Hailwood (MV Agusta 350 4C), maar Read viel aan het einde van de tweede ronde stil en Hailwood in de vierde ronde. Daardoor won Redman toch nog gemakkelijk met bijna zeven minuten voorsprong op Duke-Gilera-rijder John Hartle, wiens machine op drie cilinders liep, en František Šťastný met de tweecilinder Jawa.
Dutch TT, Assen
Geoff Duke had noodgedwongen zijn 350cc-Gilera's moeten stilzetten. Er waren geen onderdelen voor de zes jaar oude museumstukken en hij moest machines kannibaliseren om ze rijdend te houden. Jim Redman had dat probleem met de Honda RC 171 niet. Hij won voor de derde keer op rij en nam nu een grote voorprong in de WK-stand. Mike Hailwood werd met de MV Agusta 350 4C tweede en Luigi Taveri werd derde.
Ulster Grand Prix, Dundrod
Met zijn vierde overwinning op rij was Jim Redman zeker van de wereldtitel in de 350cc-klasse. Mike Hailwood kon nog slechts drie overwinningen behalen en moest dan ook nog zes punten (streepresultaat) wegstrepen. Hailwood werd in deze race tweede, Luigi Taveri derde.
GP van Finland, Tampere
Sinds hij in de Ulster Grand Prix wereldkampioen was geworden ging het minder goed met Jim Redman. In Finland werd hij tweede achter de steeds beter presterende Mike Hailwood. Nikolaj Sevast'ânov werd met de Russische CKEB derde.
Nations GP, Monza
Wereldkampioen Jim Redman sloot het seizoen in stijl af door de 350cc-race in Monza te winnen met bijna twee minuten voorsprong op Alan Shepherd, die een MZ RE 300-fabrieksracer had gekregen. Tommy Robb liep met zijn Honda RC 171 een ronde achterstand op. Feitelijk kwam Remo Venturi als derde over de finish, maar hij werd gediskwalificeerd omdat hij kort voor de start problemen had gekregen en met de machine van teamgenoot Renzo Rossi was gestart.
GP van Japan, Suzuka
Er werd wel degelijk een 350cc-race verreden in Japan, maar buiten Honda waren er geen deelnemers: de Europese merken (feitelijk alleen MV Agusta) waren thuis gebleven omdat er niets meer te winnen was. Honda kon echter ook niet het minimale aantal van zes rijders aan de start brengen. Er was slechts één viercilinder RC 171 en Isao Yamashita en Luigi Taveri moesten zich behelpen met de tweecilinder CR 77-productieracer. Ze reden de volle 25 ronden, maar het resultaat telde niet voor het wereldkampioenschap.

### Uitslagen 350cc-klasse
|   | Datum        | Race              | Circuit         | 1e                                  | 2e                                  | 3e                                  | Snelste ronde                       |
| - | ------------ | ----------------- | --------------- | ----------------------------------- | ----------------------------------- | ----------------------------------- | ----------------------------------- |
| 1 | 26 mei       | GP van Duitsland  | Hockenheimring  | Jim Redman                          | Remo Venturi                        | Phil Read                           | Jim Redman                          |
| 2 | 14 juni      | Isle of Man TT    | Mountain Course | Jim Redman                          | John Hartle                         | František Šťastný                   | Jim Redman                          |
| 3 | 29 juni      | Dutch TT          | Assen           | Jim Redman                          | Mike Hailwood                       | Luigi Taveri                        | Jim Redman                          |
| 4 | 10 augustus  | Ulster Grand Prix | Dundrod         | Jim Redman                          | Mike Hailwood                       | Luigi Taveri                        | Jim Redman                          |
| 5 | 17 augustus  | GP van de DDR     | Sachsenring     | Mike Hailwood                       | Luigi Taveri                        | Jim Redman                          | Mike Hailwood                       |
| 6 | 1 september  | GP van Finland    | Tampere         | Mike Hailwood                       | Jim Redman                          | Sven-Olof Gunnarsson                | Mike Hailwood                       |
| 7 | 15 september | GP des Nations    | Monza           | Jim Redman                          | Alan Shepherd                       | Tommy Robb                          | Jim Redman                          |
| 8 | 10 november  | GP van Japan      | Suzuka          | Ongeldig door gebrek aan deelnemers | Ongeldig door gebrek aan deelnemers | Ongeldig door gebrek aan deelnemers | Ongeldig door gebrek aan deelnemers |

### Eindstand 350cc-klasse
| Pos. | Coureur             | Motorfiets  | Ptn.    |
| ---- | ------------------- | ----------- | ------- |
| 1    | Jim Redman          | Honda       | 32 (50) |
| 2    | Mike Hailwood       | MV Agusta   | 28      |
| 3    | Luigi Taveri        | Honda       | 16      |
| 4    | František Šťastný   | Jawa        | 7       |
| 5    | Gustav Havel        | Jawa        | 7       |
| 6    | Remo Venturi        | Bianchi     | 6       |
| 6    | John Hartle         | Duke-Gilera | 6       |
| 6    | Alan Shepherd       | AJS / MZ    | 6       |
| 9    | Nikolaj Sevast'ânov | CKEB        | 5       |
| 10   | Mike Duff           | AJS         | 5       |

| Pos. | Coureur              | Motorfiets  | Ptn. |
| ---- | -------------------- | ----------- | ---- |
| 11   | Phil Read            | Duke-Gilera | 4    |
| 11   | Sven-Olof Gunnarsson | Norton      | 4    |
| 11   | Tommy Robb           | Honda       | 4    |
| 14   | Jack Ahearn          | Norton      | 4    |
| 15   | Fred Stevens         | Norton      | 4    |
| 16   | Syd Mizen            | AJS         | 3    |
| 16   | Pavel Slavíček       | Jawa        | 3    |
| 18   | Gilberto Milani      | Aermacchi   | 2    |
| 18   | Dan Shorey           | AJS         | 2    |
| 20   | Len Ireland          | Norton      | 1    |
| 20   | Veikko Sulasaari     | Norton      | 1    |

(Punten tussen haakjes zijn inclusief streepresultaten)

### Constructeurstitel 350cc-klasse
| 1  | Honda       | 32 (52) |
| 2  | MV Agusta   | 28      |
| 3  | Jawa        | 15 (18) |
| 4  | Duke-Gilera | 10      |
| 5  | Norton      | 10 (12) |
| 6  | AJS         | 9       |
| 7  | Bianchi     | 6       |
| 7  | MZ          | 6       |
| 9  | CKEB        | 5       |
| 10 | Aermacchi   | 2       |

(Punten tussen haakjes zijn inclusief streepresultaten)

## 250cc-klasse

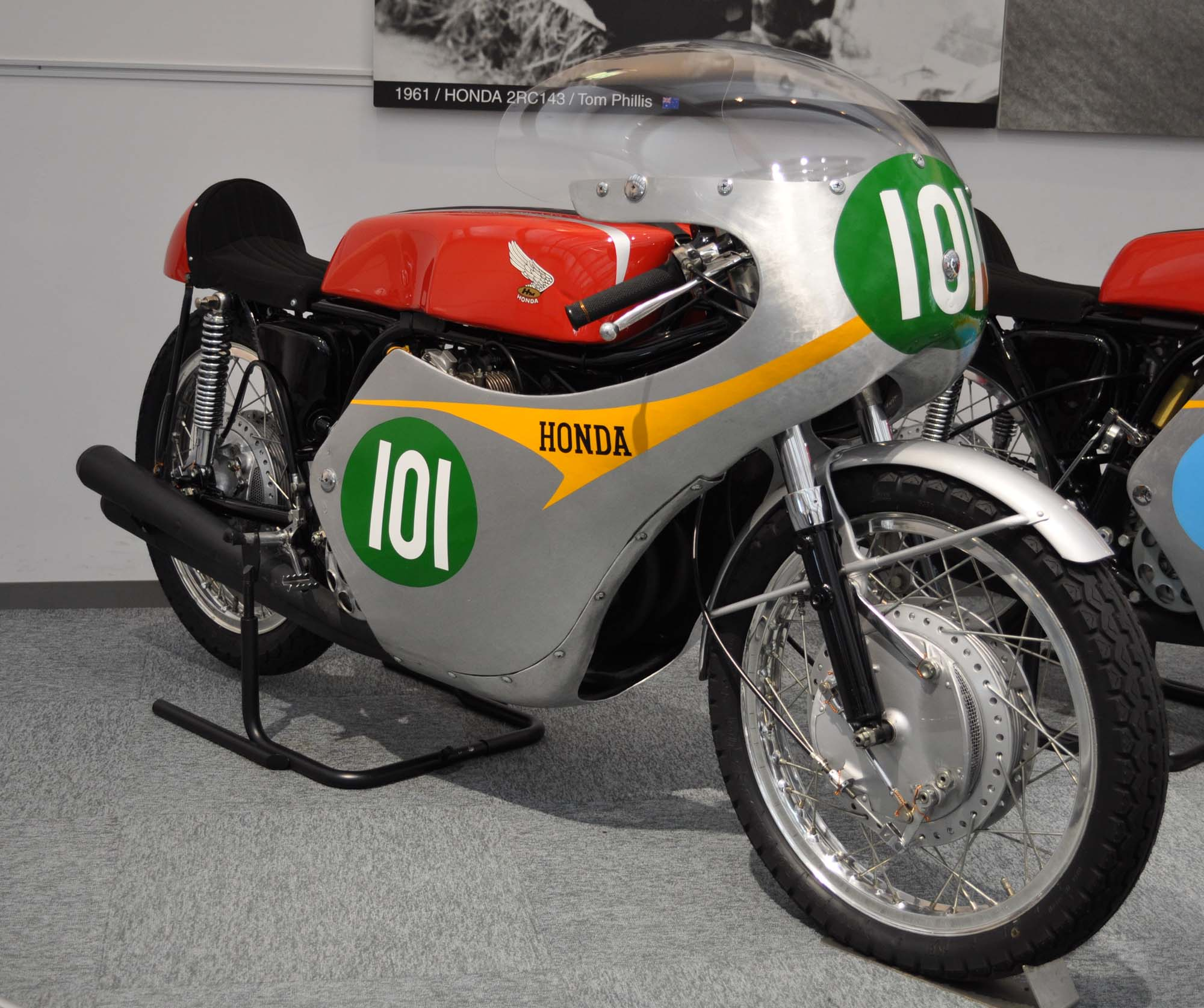
De Honda RC 163 van Jim Redman.

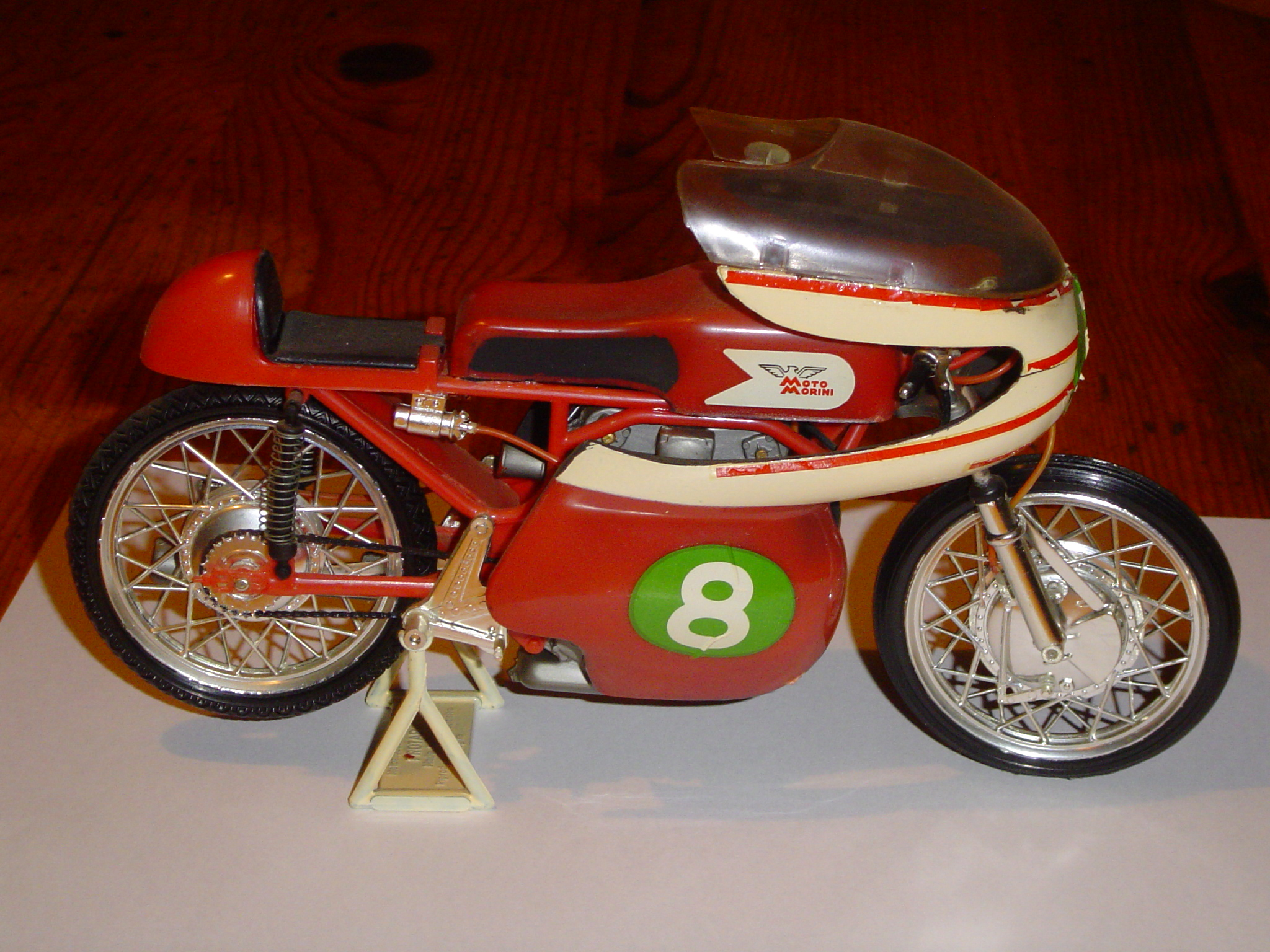
(Schaalmodel van) de Moto Morini 250 Bialbero waarmee Tarquinio Provini bijna wereldkampioen werd.

Honda bezuinigde in 1963, en daardoor moesten de fabriekscoureurs Jim Redman, Tommy Robb, Kunimitsu Takahashi en Luigi Taveri het met de "oude" RC 163 doen. Het gevaar werd verwacht van Yamaha, dat de RD 56 klaar had, en misschien ook van Suzuki, dat al enkele jaren aan een 250cc-tweecilinder werkte (de RV 61, de RV 62 en de RZ 63). Die machines werden echter voorlopig alleen in het Japans kampioenschap gebruikt. De 250cc-race in Frankrijk werd afgelast door de dichte mist, en Tarquinio Provini reisde niet naar het eiland Man, waar Redman wist te winnen. Daar verscheen echter ook de Yamaha RD 56 ten tonele, waarmee Fumio Ito tweede werd, vóór de gelegenheids-Honda coureur Bill Smith. Tot overmaat van ramp trok Honda hierna haar fabrieksteam terug, waardoor de coureurs hun eigen plan moesten trekken waar het transport en onderhoud van de motorfietsen betrof. Het gevaar bleek bij de aanvang van het seizoen uit een heel andere en onverwachte hoek te komen: De carrière van Tarquinio Provini was na 1959 enigszins in het slop geraakt. Hij reed nog slechts sporadisch WK-races, maar eindigde dan wel bijna altijd op het podium. De eerste twee 250cc-GP's van 1963 (Spanje en Duitsland) won hij echter met de tamelijk eenvoudige eencilinder Morini. Robb en Redman hadden in beide races het nakijken, maar haalden wel het podium. Toch won Redman ook in Assen vóór Ito, maar nu was Provini weer van de partij en hij werd derde. In België kwam het eerste succes voor Yamaha: Ito won en zijn teamgenoot Yoshikazu Sunako werd tweede en Provini derde. Honda had nu alle reden zich zorgen te maken, maar na deze wedstrijd riep ook Yamaha haar team inclusief coureurs terug naar Japan. In Ulster stelde Redman orde op zaken. Hij won vóór Provini en Robb. Voor de wedstrijd in de DDR stelde MZ weer machines aan toprijders ter beschikking: zowel Mike Hailwood als Alan Shepherd kregen een RE 250 en ze werden er eerste en tweede mee. Dat was opmerkelijk: elke keer als MZ dit deed werd er succes behaald, maar er was waarschijnlijk niet genoeg geld om deze toppers voor een heel seizoen in te huren of überhaupt een heel seizoen te racen. In elk geval moest Redman zich met een derde plaats tevreden stellen en zijn wereldtitel was nog lang niet zeker. De onzekerheid voor Honda en Redman werd nog groter toen Provini ook Monza en Buenos Aires won. In Argentinië zette Morini ook de veteraan Umberto Masetti in. Die was inmiddels 37 jaar oud maar werd desalniettemin derde. Redman wist in beide races wel tweede te worden. In de Japanse GP was Yamaha opeens weer terug, dit keer met Phil Read als rijder. Read had tijd omdat zijn werk bij Scuderia Duke Gilera erop zat. Redman won de race vóór de Yamaha-coureurs Ito en Read en Provini werd slechts vierde. Daardoor was de wereldtitel voor Redman, met Provini op de tweede plaats en Ito op de derde. 
GP van Spanje, Montjuïc
Honda had haar RC 163 uit 1962 niet doorontwikkeld. Het verwachtte enige tegenstand van de Yamaha RD 56, waarmee Fumio Ito in de Japanse Grand Prix van 1962 derde was geworden, maar Yamaha kwam niet naar Spanje. Des te groter was de verrassing van Tarquinio Provini, die met zijn eencilinder Moto Morini 250 Bialbero te snel was voor de Honda's, die met Jim Redman, Tommy Robb, Kunimitsu Takahashi en Luigi Taveri de volgende plaatsen bezetten.
GP van Duitsland, Hockenheim
Opnieuw verraste Tarquinio Provini met zijn eencilinder Moto Morini 250 Bialbero. Hij reed de Honda-coureurs Tommy Robb en Jim Redman op grote achterstand.
Isle of Man TT, Mountain Course
Het debuut van de Yamaha RD 56 tweecilinder tweetakt was indrukwekkend. Fumio Ito, die nog nooit op het eiland Man gereden had, ging een heftige strijd aan met Jim Redman op de Honda RC 163. Redman won, Ito werd tweede en Bill Smith, voor de gelegenheid ook uitgerust met een Honda, werd derde voor Hiroshi Hasegawa met de tweede RD 56
Dutch TT, Assen
Tarquinio Provini had al twee races gewonnen met zijn eencilinder Moto Morini 250 Bialbero, maar had de TT van Man overgeslagen en ontmoette nu ook de tegenstand van Fumio Ito met zijn Yamaha RD 56. Jim Redman (Honda RC 163) won de race voor Ito en Provini.
GP van België, Spa-Francorchamps
Zonder de geblesseerde Jim Redman lag de weg open voor de Yamaha RD 56's van Fumio Ito en Yoshikazu Sunako, maar de eigenlijke winnaar was Tarquinio Provini. Provini was niet naar de TT van Man gestuurd, maar door zijn derde plaats kroop hij in de WK-stand weer dicht naar Redman toe. Van Yamaha was niets meer te vrezen, dat team trok haar rijders en machines terug naar Japan.
Ulster Grand Prix, Dundrod
Jim Redman won de 250cc-race in Ulster, maar Tarquinio Provini bleef met zijn eencilinder Moto Morini een luis in de pels van Honda. Hij werd tweede met slechts zes seconden achterstand en bleef in de WK-stand dus ook dicht bij Redman. Tommy Robb werd derde. Het Yamaha-team, dat in drie GP's goed gepresteerd had met de RD 56-tweetakt, was door de fabriek weer teruggeroepen naar Japan.
GP van de DDR, Sachsenring
Nu Tarquinio Provini niet kon starten zou Jim Redman goede zaken kunnen doen door de race te winnen, maar net als in 1962 kreeg Mike Hailwood voor de gelegenheid een MZ RE 250. Ook Alan Shepherd kreeg een MZ en die machine bleken veel sneller te zijn dan Redman's Honda RC 163. Zo bleef de schade voor Provini beperkt: Redman scoorde slechts vier punten.
Nations GP, Monza
De 250cc-klasse bleef maar spannend omdat Tarquinio Provini met zijn eenvoudige eencilinder Moto Morini 250 Bialbero het Jim Redman met de viercilinder Honda RC 163 moeilijk bleef maken. Dit keer won Provini voor Redman en diens stalgenoot Luigi Taveri. Derek Minter startte met een Benelli 250 Bialbero, maar viel uit, net als zijn teamgenoot Silvio Grassetti en de 21-jarige debutant Giacomo Agostini.
GP van Argentinië, Buenos Aires
Jim Redman had bij winst zijn wereldtitel veilig kunnen stellen, maar dat lukte niet. Tarquinio Provini bleef hem met de Moto Morini 250 Bialbero voor en stond nu zelfs gelijk in de WK-stand. Redman scoorde weliswaar zes punten, maar moest vier punten wegstrepen. Derde werd Umberto Masetti, die als coureur gepensioneerd was en was geëmigreerd was naar Chili. Net als in het seizoen 1962 honoreerde hij het verzoek van Moto Morini om in Argentinië te starten.
GP van Japan, Suzuka
Het optreden van Tarquinio Provini in Japan was teleurstellend: hij stond in het WK gelijk met Jim Redman, maar werd slechts vierde. Dat kwam ook door het onverwacht sterke optreden van Yamaha: Fumio Ito finishte na een uur racen slechts 0,1 seconde achter Redman. Phil Read, wiens seizoen bij Scuderia Duke voorbij was, ging in op de uitnodiging van Yamaha om de RD 56 te rijden en werd er derde mee. Het debuut van de Suzuki RZ 63 viel in het water: Hugh Anderson werd tiende, maar Ernst Degner kwam ten val en Frank Perris stopte bij Degner om te helpen, want de machine had vlam gevat

### Uitslagen 250cc-klasse
|    | Datum        | Race              | Circuit           | 1e                        | 2e                        | 3e                        | Snelste ronde             |
| -- | ------------ | ----------------- | ----------------- | ------------------------- | ------------------------- | ------------------------- | ------------------------- |
| 1  | 5 mei        | GP van Spanje     | Montjuïc          | Tarquinio Provini         | Jim Redman                | Tommy Robb                | Tarquinio Provini         |
| 2  | 26 mei       | GP van Duitsland  | Hockenheimring    | Tarquinio Provini         | Tommy Robb                | Jim Redman                | Tarquinio Provini         |
| 3  | 2 juni       | GP van Frankrijk  | Clermont-Ferrand  | Door dichte mist afgelast | Door dichte mist afgelast | Door dichte mist afgelast | Door dichte mist afgelast |
| 4  | 10 juni      | Isle of Man TT    | Mountain Course   | Jim Redman                | Fumio Ito                 | Bill Smith                | Jim Redman                |
| 5  | 29 juni      | Dutch TT          | Assen             | Jim Redman                | Fumio Ito                 | Tarquinio Provini         | Jim Redman                |
| 6  | 7 juli       | GP van België     | Spa-Francorchamps | Fumio Ito                 | Yoshikazu Sunako          | Tarquinio Provini         | Fumio Ito                 |
| 7  | 10 augustus  | Ulster Grand Prix | Dundrod           | Jim Redman                | Tarquinio Provini         | Tommy Robb                | Tarquinio Provini         |
| 8  | 18 augustus  | GP van de DDR     | Sachsenring       | Mike Hailwood             | Alan Shepherd             | Jim Redman                | Mike Hailwood             |
| 9  | 15 september | GP des Nations    | Monza             | Tarquinio Provini         | Jim Redman                | Luigi Taveri              | Tarquinio Provini         |
| 10 | 6 oktober    | GP van Argentinië | Buenos Aires      | Tarquinio Provini         | Jim Redman                | Umberto Masetti           | Tarquinio Provini         |
| 11 | 10 november  | GP van Japan      | Suzuka            | Jim Redman                | Fumio Ito                 | Phil Read                 | Fumio Ito                 |

### Eindstand 250cc-klasse
| Pos. | Coureur             | Motorfiets | Ptn.    |
| ---- | ------------------- | ---------- | ------- |
| 1    | Jim Redman          | Honda      | 44 (58) |
| 2    | Tarquinio Provini   | Morini     | 42 (49) |
| 3    | Fumio Ito           | Yamaha     | 26      |
| 4    | Tommy Robb          | Honda      | 20 (21) |
| 5    | Luigi Taveri        | Honda      | 13      |
| 6    | Alan Shepherd       | MZ         | 11      |
| 7    | Yoshikazu Sunako    | Yamaha     | 9       |
| 8    | Mike Hailwood       | MZ         | 8       |
| 9    | Kunimitsu Takahashi | Honda      | 7       |
| 10   | Bill Smith          | Honda      | 4       |
| 10   | Umberto Masetti     | Morini     | 4       |
| 10   | Phil Read           | Yamaha     | 4       |
| 13   | Stanislav Malina    | CZ         | 4       |

| Pos. | Coureur          | Motorfiets        | Ptn. |
| ---- | ---------------- | ----------------- | ---- |
| 14   | László Szabó     | MZ                | 3    |
| 14   | Silvio Grassetti | Benelli           | 3    |
| 14   | Hiroshi Hasegawa | Yamaha            | 3    |
| 14   | Raúl Kissling    | NSU               | 3    |
| 18   | Jack Findlay     | Mondial / DMW     | 2    |
| 18   | Ivan Schumann    | NSU               | 2    |
| 20   | Gilberto Milani  | Aermacchi         | 1    |
| 20   | John Kidson      | Cotton-Moto Guzzi | 1    |
| 20   | Cas Swart        | Honda             | 1    |
| 20   | Chris Anderson   | Aermacchi         | 1    |
| 20   | Carlos Marfetan  | Parilla           | 1    |
| 20   | Isamu Kasuya     | Honda             | 1    |

(Punten tussen haakjes zijn inclusief streepresultaten)

### Constructeurstitel 250cc-klasse
| 1  | Honda             | 44 (63) |
| 2  | Morini            | 42 (49) |
| 3  | Yamaha            | 26      |
| 4  | MZ                | 12      |
| 5  | CZ                | 5       |
| 6  | Benelli           | 3       |
| 6  | NSU               | 3       |
| 8  | Mondial           | 2       |
| 9  | Aermacchi         | 2       |
| 10 | Cotton-Moto Guzzi | 1       |
| 10 | Parilla           | 1       |

(Punten tussen haakjes zijn inclusief streepresultaten)

## 125cc-klasse

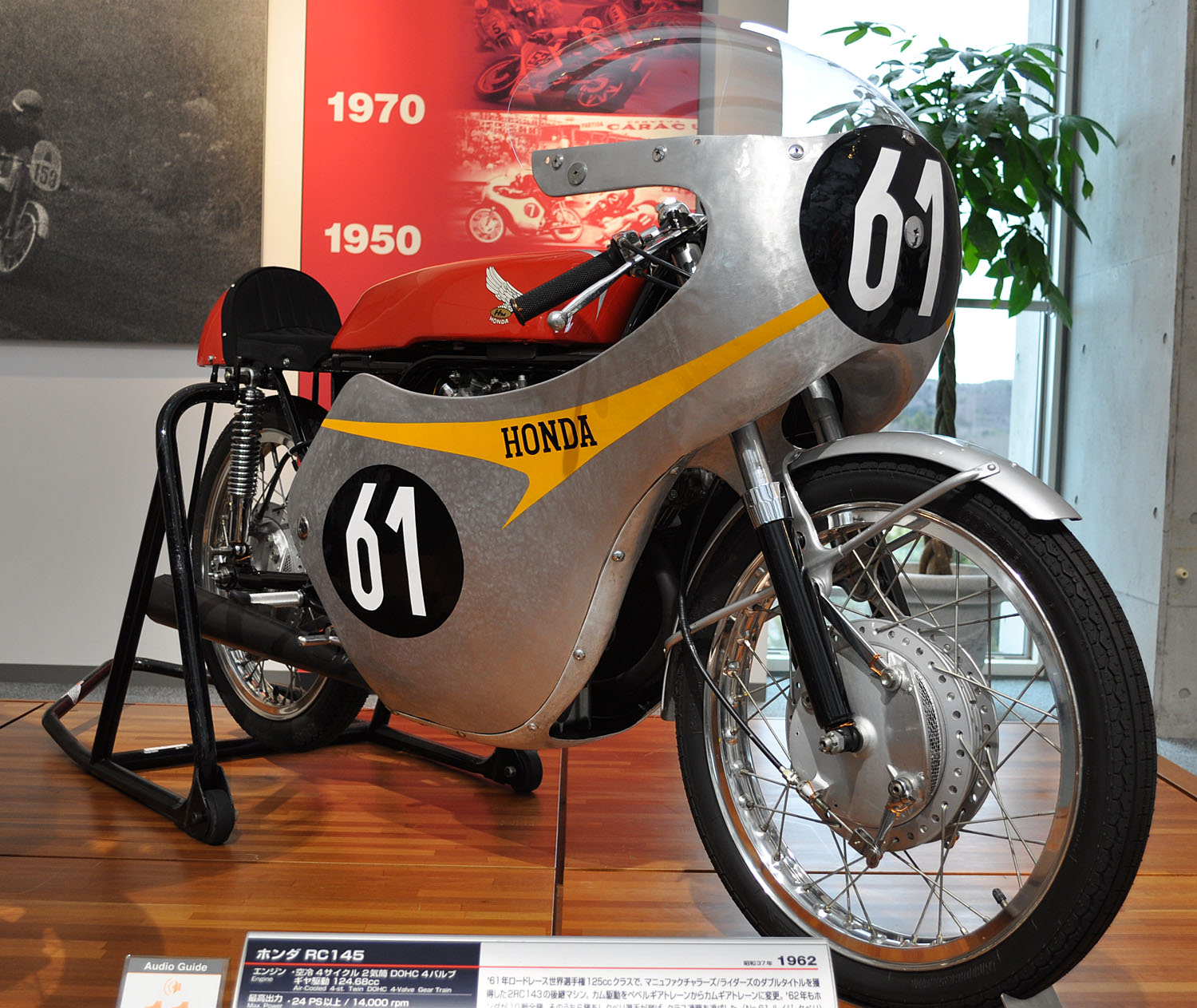
Honda RC 145-fabrieksracer.

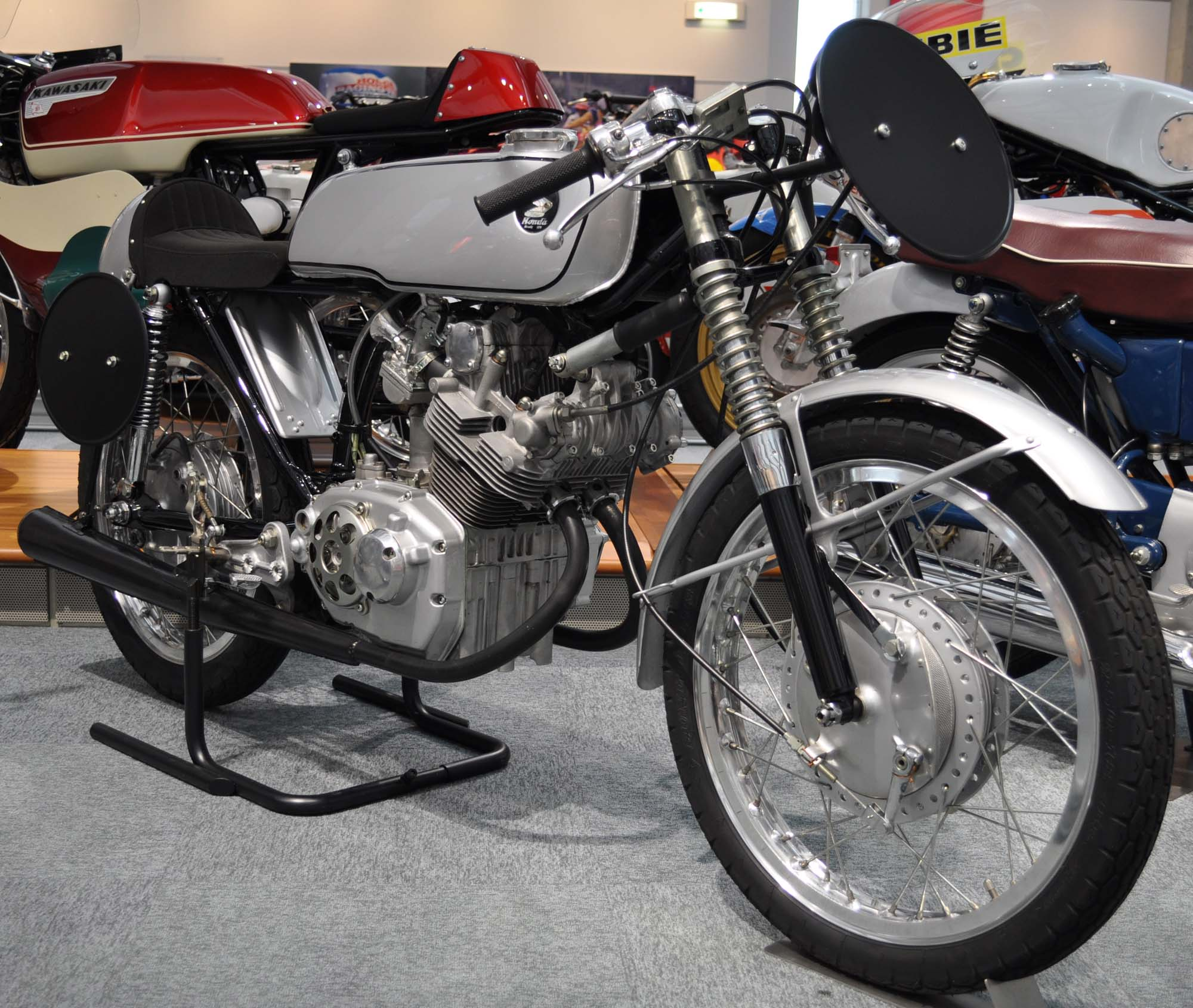
Privérijders gebruikten deze Honda CR 93-productieracer.

Net als in de 50cc-klasse kwam Suzuki in 1963 in de 125cc-klasse met een enorm team aan de start: Hugh Anderson, Ernst Degner, Michio Ichino, Mitsuo Itoh, Isao Morishita, Frank Perris en Bert Schneider. Het had nu ook een tweecilinder ontwikkeld, de RT 63. Vanaf de tweede Grand Prix (Duitsland) was het in de 125cc-klasse Suzuki wat de klok sloeg: Hier won Ernst Degner zijn enige wedstrijd van 1963. In Frankrijk, Man, Assen, Ulster, de DDR en Finland won Anderson, in België Schneider en in Japan Perris. Anderson had de titel binnen en Suzuki reisde niet af naar Monza en Argentinië waardoor Honda met Taveri en Redman nog twee overwinningen kon pakken. Op het thuiscircuit in Suzuka was Suzuki weer van de partij. Perris won hier vóór Redman en Degner. Een klein mijlpaaltje voor Suzuki was de eerste 125cc-wereldtitel die met een tweetaktmotor behaald werd. 
GP van Spanje, Montjuïc
Zonder de uitgevallen Hugh Anderson met zijn Suzuki RT 63 ging het gevecht om de overwinning tussen Luigi Taveri en Jim Redman. Dat mondde uit in een sprint naar de eindstreep, die door Taveri gewonnen werd. Kunimitsu Takahashi werd derde.
GP van Duitsland, Hockenheim
Na de tegenvallende 125cc-race in de GP van Spanje ging het nu heel goed met de Suzuki RT 63's: Ernst Degner won voor teamgenoot Hugh Anderson. Luigi Taveri, die in Spanje nog gewonnen had, werd nu slechts vierde achter László Szabó met de MZ RE 125.
Isle of Man TT, Mountain Course
In de Lightweight 125 TT barstte de strijd tussen de twee- en viertaktmotoren echt los. Hugh Anderson won met de tweetakt-Suzuki RT 63 voor zijn teamgenoten Frank Perris en Ernst Degner, die slechts 0,7 seconde na elkaar finishten. Toen pas kwam kampioenschapleider Luigi Taveri met de viertakt-Honda RC 145 over de lijn. Overigens hadden in deze klasse de privérijders de Honda CR 93-toonbankracer ontdekt.
Dutch TT, Assen
Jim Redman kwam in de 125cc-race ten val en brak een sleutelbeen, waardoor hij de Belgische Grand Prix moest overslaan. De Suzuki RT 63's waren opnieuw te sterk voor de Honda RC 145: Hugh Anderson won voor stalgenoot Frank Perris. Luigi Taveri werd met de Honda derde.
GP van België, Spa-Francorchamps
Na het uitvallen van Ernst Degner, die de snelste ronde had gereden, won Bert Schneider de 125cc-race. Hugh Anderson werd tweede, maar voor hem was het belangrijk dat hij Luigi Taveri voor bleef. Daardoor bouwde hij zijn voorsprong in de WK-stand uit.
Ulster Grand Prix, Dundrod
Met zijn overwinning in Ulster bouwde Hugh Anderson zijn voorsprong in het WK nog verder uit, temeer omdat zijn Suzuki-teamgenoot Bert Schneider concurrent Luigi Taveri met 0,8 seconde verschil wist te verslaan. Schneider reed ook de snelste ronde.
GP van de DDR, Sachsenring
Theoretisch kon Luigi Taveri nog wereldkampioen worden, maar in de DDR won Hugh Anderson voor Alan Shepherd en Bert Schneider. Taveri werd slechts vierde. Anderson stond nu op 52 punten. Met aftrek van streepresultaten kon Taveri ook nog op 52 punten komen. Beiden zouden dan vijf overwinningen hebben, maar Anderson was ook nog twee keer tweede geweest. Na enig rekenwerk stond vast dat Hugh Anderson de eerste 125cc-wereldkampioen met een tweetaktmachine was.
GP van Argentinië, Buenos Aires
Zonder Suzuki, dat met Hugh Anderson de wereldtitel al binnen had en verder geen enkel belang meer had om naar Argentinië te reizen, had Jim Redman vrij spel. Redman moest er toch zijn om zijn positie in de 250cc-klasse te verdedigen en won met zijn Honda RC 145 voor de Argentijnse Bultaco-rijders Héctor Pochettino en Aldo Caldarella.
GP van Japan, Suzuka
Suzuki had de laatste races in de 125cc-klasse overgeslagen, waardoor Honda punten kon scoren. Nu, met de nieuwe Honda RC 146, finishte Jim Redman slechts vier seconden achter winnaar Frank Perris. Ernst Degner werd derde en de nieuwe wereldkampioen Hugh Anderson slechts vijfde, achter Tommy Robb met de tweede Honda

### Uitslagen 125cc-klasse
|    | Datum        | Race              | Circuit           | 1e             | 2e                | 3e                  | Snelste ronde              |
| -- | ------------ | ----------------- | ----------------- | -------------- | ----------------- | ------------------- | -------------------------- |
| 1  | 5 mei        | GP van Spanje     | Montjuïc          | Luigi Taveri   | Jim Redman        | Kunimitsu Takahashi | Luigi Taveri               |
| 2  | 26 mei       | GP van Duitsland  | Hockenheimring    | Ernst Degner   | Hugh Anderson     | László Szabó        | Ernst Degner               |
| 3  | 2 juni       | GP van Frankrijk  | Clermont-Ferrand  | Hugh Anderson  | Jim Redman        | Luigi Taveri        | Hugh Anderson              |
| 4  | 12 juni      | Isle of Man TT    | Mountain Course   | Hugh Anderson  | Frank Perris      | Ernst Degner        | Hugh Anderson              |
| 5  | 29 juni      | Dutch TT          | Assen             | Hugh Anderson  | Frank Perris      | Luigi Taveri        | Bert Schneider             |
| 6  | 7 juli       | GP van België     | Spa-Francorchamps | Bert Schneider | Hugh Anderson     | Luigi Taveri        | Ernst Degner               |
| 7  | 10 augustus  | Ulster Grand Prix | Dundrod           | Hugh Anderson  | Bert Schneider    | Luigi Taveri        | Bert Schneider             |
| 8  | 18 augustus  | GP van de DDR     | Sachsenring       | Hugh Anderson  | Alan Shepherd     | Bert Schneider      | Hugh Anderson              |
| 9  | 1 september  | GP van Finland    | Tampere           | Hugh Anderson  | Luigi Taveri      | Alan Shepherd       | Hugh Anderson              |
| 10 | 15 september | GP des Nations    | Monza             | Luigi Taveri   | Jim Redman        | Kunimitsu Takahashi | Luigi Taveri en Jim Redman |
| 11 | 6 oktober    | GP van Argentinië | Buenos Aires      | Jim Redman     | Héctor Pochettino | Aldo Caldarella     | Jim Redman                 |
| 12 | 10 november  | GP van Japan      | Suzuka            | Frank Perris   | Jim Redman        | Ernst Degner        | Jim Redman                 |

### Eindstand 125cc-klasse
| Pos. | Coureur             | Motorfiets | Ptn.    |
| ---- | ------------------- | ---------- | ------- |
| 1    | Hugh Anderson       | Suzuki     | 54 (62) |
| 2    | Luigi Taveri        | Honda      | 38 (47) |
| 3    | Jim Redman          | Honda      | 35      |
| 4    | Frank Perris        | Suzuki     | 24      |
| 5    | Bert Schneider      | Suzuki     | 23      |
| 6    | Ernst Degner        | Suzuki     | 17      |
| 7    | Kunimitsu Takahashi | Honda      | 14      |
| 8    | Alan Shepherd       | MZ         | 11      |
| 9    | Tommy Robb          | Honda      | 11      |
| 10   | László Szabó        | MZ         | 7       |
| 11   | Héctor Pochettino   | Bultaco    | 6       |
| 12   | Giuseppe Visenzi    | Honda      | 6       |
| 13   | Aldo Caldarella     | Bultaco    | 4       |

| Pos. | Coureur              | Motorfiets   | Ptn. |
| ---- | -------------------- | ------------ | ---- |
| 14   | Peter Inchley        | EMC          | 3    |
| 14   | Alberto Gómez        | Zanella      | 3    |
| 16   | Mike Duff            | Bultaco / MZ | 3    |
| 17   | Francisco González   | Bultaco      | 2    |
| 17   | John Grace           | Bultaco      | 2    |
| 17   | Juan Carlos Salatino | Zanella      | 2    |
| 20   | Jean-Pierre Beltoise | Bultaco      | 1    |
| 20   | Werner Musiol        | MZ           | 1    |
| 20   | Gary Dickinson       | Honda        | 1    |
| 20   | Stanislav Malina     | CZ           | 1    |
| 20   | Horacio Maffia       | Ducati       | 1    |
| 20   | Mitsuo Itoh          | Suzuki       | 1    |

(Punten tussen haakjes zijn inclusief streepresultaten)

### Constructeurstitel 125cc-klasse
| 1 | Suzuki  | 56 (75) |
| 2 | Honda   | 46 (63) |
| 3 | MZ      | 14      |
| 4 | Bultaco | 11      |
| 5 | EMC     | 3       |
| 5 | Zanella | 3       |
| 7 | CZ      | 1       |
| 7 | Ducati  | 1       |

(Punten tussen haakjes zijn inclusief streepresultaten)

## 50cc-klasse

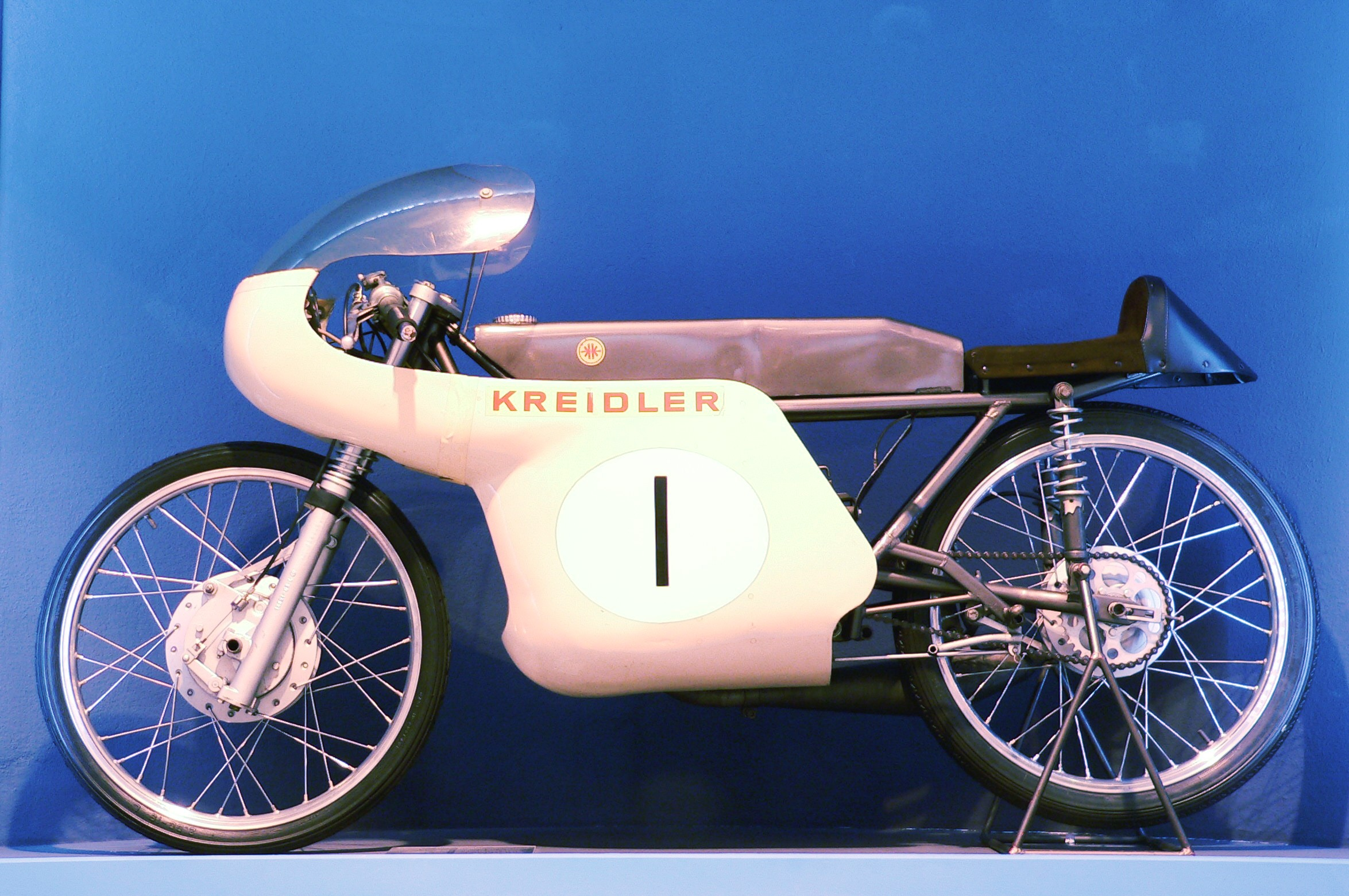
50cc-Kreidler

Alle deelnemende fabrikanten hadden in de winter van 1962/1963 hard gewerkt aan hun 50cc-machines, met uitzondering van Honda, dat zich terugtrok uit de 50cc-klasse. Het seizoen werd dus uitgevochten tussen Kreidler en Suzuki. Kreidler had nog slechts één fabrieksrijder, Hans Georg Anscheidt. Waarschijnlijk had men Jan Huberts niet meer gecontracteerd om te voorkomen dat de geschiedenis zich zou herhalen: achteraf had de overwinning van Huberts in Assen Kreidler de wereldtitel van 1962 gekost. Suzuki had als nieuwe kopman Hugh Anderson. Anscheidt won met zijn Kreidler de eerste race en Spanje, waar José Maria Busquets met zijn Derbi derde werd achter Anderson. De Duitse GP werd echter een feest voor Suzuki, met Anderson, Isao Morishita en Ernst Degner op het podium. In Frankrijk won Anscheidt opnieuw, Degner werd tweede en Suzuki-rijder Michio Ichino werd derde. Suzuki bleek zijn stalorders nog niet op orde te hebben: tijdens de 50 cc TT pikte Mitsuo Itoh de eerste plaats van teamgenoot Anderson af en in Assen deed Ernst Degner hetzelfde. Daardoor kon Anscheidt met zijn Kreidler de aansluiting houden. Bovendien eindigde Anderson in België slechts op de vierde plaats àchter Anscheidt. In Finland won Anscheidt, en opnieuw eindigde Anderson achter zijn teamgenoot Itō, wat weer onnodig punten kostte. Anscheidt kwam zelfs op gelijke hoogte (33 punten) met Anderson. Anscheidt raakte in Argentinië geblesseerd en ging niet naar Japan. In Argentinië won Anderson, waardoor hij qua overwinningen op gelijke hoogte kwam met Anscheidt maar 8 punten meer had gescoord. De wereldtitel was daardoor veiliggesteld. Suzuki startte uiteraard ook in Japan, maar daar debuteerde de 1964 Honda RC 113 tweecilinder. Luigi Taveri won de wedstrijd vóór de Suzuki's van Anderson en Shunkishi Masuda.
GP van Spanje, Montjuïc
In de 50cc-race wist Hans Georg Anscheidt (Kreidler RS) pas in de laatste ronde langs Hugh Anderson (Suzuki RM 63) te komen. José Maria Busquets werd met zijn Derbi derde.
GP van Duitsland, Hockenheim
Hans Georg Anscheidt had de GP van Spanje nog gewonnen, maar nu werd hij vierde achter de Suzuki RM 63's van Hugh Anderson, Isao Morishita en Ernst Degner. Ook de overige punten gingen naar Suzuki.
Isle of Man TT, Mountain Course
Mitsuo Itoh schreef geschiedenis door de eerste Japanner te worden die een TT-race won. Dat kon pas nadat zijn teamleider Ernst Degner in de laatste ronde uitviel. Hugh Anderson was in gevecht met Kreidler-rijder Hans Georg Anscheidt. Anderson werd tweede en Anscheidt derde.
Dutch TT, Assen
Hugh Anderson was Suzuki's beste kanshebber om Hans Georg Anscheidt (Kreidler) te verslaan, maar stalorders kende men bij Suzuki niet: Ernst Degner bleef Anderson voor. Michio Ichino werd derde. Omdat Anscheidt slechts zesde werd nam Anderson de leiding in de WK-stand toch over.
GP van België, Spa-Francorchamps
De Suzuki-rijders Isao Morishita en Ernst Degner finishten binnen 0,1 seconde van elkaar. Waarschijnlijk hadden ze WK-leider Hugh Anderson liever voor laten gaan, maar Anderson kwam niet voorbij Hans Georg Anscheidt. Door voor Anscheidt te blijven ontnamen ze hem in elk geval een flink aantal punten.
GP van Finland, Tampere
Hugh Anderson was als WK-leider naar Tampere gekomen, maar hier won Hans Georg Anscheidt voor Anderson's teamgenoot Mitsuo Itoh. Anderson kwam ten val maar werd toch derde. Hij moest de leiding in het WK weer afstaan aan Anscheidt. Het wereldkampioenschap was nog zo spannend dat de teams van Suzuki en Kreidler net als in het vorige jaar gedwongen waren naar de GP van Argentinië af te reizen.
GP van Argentinië, Buenos Aires
Kreidler-rijder Hans Georg Anscheidt kwam als WK-leider naar Argentinië, maar raakte tijdens de trainingen geblesseerd en kon niet starten. Suzuki-rijder Hugh Anderson profiteerde optimaal en won de race voor zijn stalgenoot Ernst Degner en Kreidler-rijder Alberto Pagani. Daardoor bleef het wereldkampioenschap open, het moest in de Japanse Grand Prix beslist worden.
GP van Japan, Suzuka
Uiteindelijk bleek de 50cc-race slechts een formaliteit, want Hans Georg Anscheidt, die Hugh Anderson nog bedreigde in het wereldkampioenschap, was niet hersteld van zijn blessure, opgelopen tijdens de training van de Argentijnse Grand Prix. Daardoor was Anderson al voor de start zeker van zijn wereldtitel. Toch was het niet alleen feest voor Suzuki, want Luigi Taveri was met de nieuwe Honda RC 113-tweecilinder ruim een halve minuut sneller. Shunkishi Masuda werd bij zijn eerste optreden derde. Dave Simmonds, die op privébasis al eerder met een 50cc-Tohatsu had gereden, kreeg nu een uitnodiging om naar Japan te komen, maar werd slechts tiende.

### Uitslagen 50cc-klasse
|    | Datum       | Race              | Circuit           | 1e                                  | 2e                                  | 3e                                  | Snelste ronde                       |
| -- | ----------- | ----------------- | ----------------- | ----------------------------------- | ----------------------------------- | ----------------------------------- | ----------------------------------- |
| 1  | 5 mei       | GP van Spanje     | Montjuïc          | Hans Georg Anscheidt                | Hugh Anderson                       | José Maria Busquets                 | Hans Georg Anscheidt                |
| 2  | 26 mei      | GP van Duitsland  | Hockenheimring    | Hugh Anderson                       | Isao Morishita                      | Ernst Degner                        | Isao Morishita                      |
| 3  | 2 juni      | GP van Frankrijk  | Clermont-Ferrand  | Hans Georg Anscheidt                | Ernst Degner                        | Michio Ichino                       | Hans Georg Anscheidt                |
| 4  | 12 juni     | Isle of Man TT    | Mountain Course   | Mitsuo Itoh                         | Hugh Anderson                       | Hans Georg Anscheidt                | Ernst Degner                        |
| 5  | 29 juni     | Dutch TT          | Assen             | Ernst Degner                        | Hugh Anderson                       | Michio Ichino                       | Ernst Degner                        |
| 6  | 7 juli      | GP van België     | Spa-Francorchamps | Isao Morishita                      | Ernst Degner                        | Hans Georg Anscheidt                | Hans Georg Anscheidt                |
| 7  | 17 augustus | GP van de DDR     | Sachsenring       | Afgelast door gebrek aan deelnemers | Afgelast door gebrek aan deelnemers | Afgelast door gebrek aan deelnemers | Afgelast door gebrek aan deelnemers |
| 8  | 1 september | GP van Finland    | Tampere           | Hans Georg Anscheidt                | Mitsuo Itoh                         | Hugh Anderson                       | Hugh Anderson                       |
| 9  | 6 oktober   | GP van Argentinië | Buenos Aires      | Hugh Anderson                       | Ernst Degner                        | Alberto Pagani                      | Hugh Anderson                       |
| 10 | 10 november | GP van Japan      | Suzuka            | Luigi Taveri                        | Hugh Anderson                       | Shunkishi Masuda                    | Luigi Taveri                        |

### Eindstand 50cc-klasse
| Pos. | Coureur              | Motorfiets | Ptn.    |
| ---- | -------------------- | ---------- | ------- |
| 1    | Hugh Anderson        | Suzuki     | 34 (47) |
| 2    | Hans Georg Anscheidt | Kreidler   | 32 (36) |
| 3    | Ernst Degner         | Suzuki     | 30      |
| 4    | Isao Morishita       | Suzuki     | 23 (26) |
| 5    | Mitsuo Itoh          | Suzuki     | 20 (21) |
| 6    | Michio Ichino        | Suzuki     | 14      |
| 7    | Alberto Pagani       | Kreidler   | 9       |
| 8    | Luigi Taveri         | Honda      | 8       |
| 9    | José Maria Busquets  | Derbi      | 7       |

| Pos. | Coureur              | Motorfiets | Ptn. |
| ---- | -------------------- | ---------- | ---- |
| 10   | Shunkishi Masuda     | Suzuki     | 4    |
| 11   | Raúl Kissling        | Kreidler   | 3    |
| 12   | Jean-Pierre Beltoise | Kreidler   | 3    |
| 13   | Karaber Samardjian   | Suzuki     | 2    |
| 13   | Sadao Shimazaki      | Honda      | 2    |
| 15   | César Gracia         | Ducson     | 1    |
| 15   | Ian Plumridge        | Honda      | 1    |
| 15   | Matti Salonen        | Prykija    | 1    |
| 15   | Gastón Biscia        | Suzuki     | 1    |

(Punten tussen haakjes zijn inclusief streepresultaten)

### Constructeurstitel 50cc-klasse
| 1 | Suzuki   | 40 (64) |
| 2 | Kreidler | 32 (40) |
| 3 | Honda    | 9       |
| 4 | Derbi    | 7       |
| 5 | Prykija  | 1       |
| 5 | Ducson   | 1       |

(Punten tussen haakjes zijn inclusief streepresultaten)

## Zijspanklasse

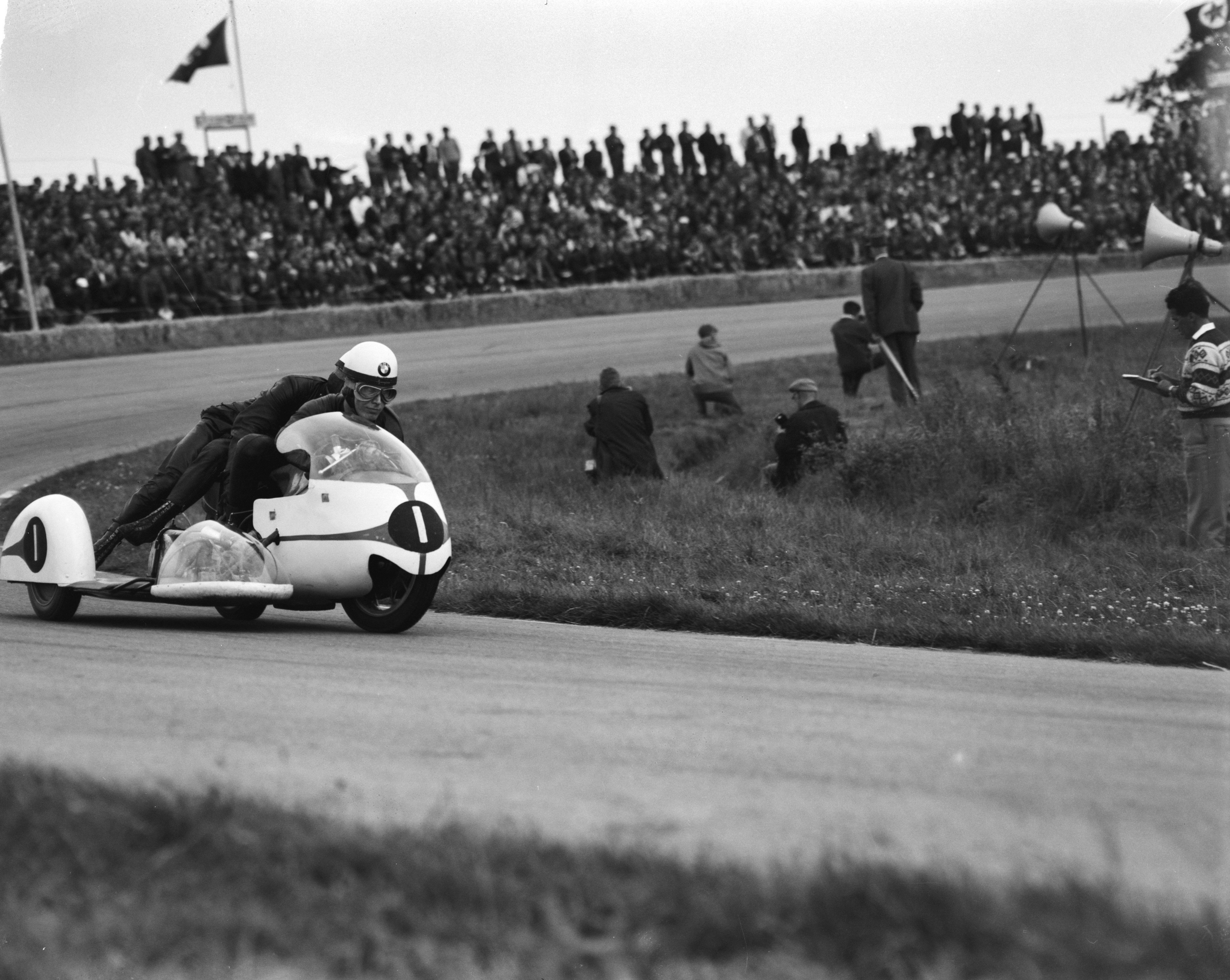
Max Deubel en Emil Hörner op weg naar de overwinning in Assen.

Nog steeds ging het in de zijspanklasse alleen tussen BMW-combinaties. Max Deubel/Emil Hörner beschikten over de laatste "fabrieksmachine", die tot 1960 was gebruikt door Walter Schneider en daarna aan Deubel was gegeven. Florian Camathias/Alfred Herzig gebruikten de "FCS" (Fath Camathias Special), feitelijk ook een BMW die door Helmut Fath onder handen was genomen. De Spaanse GP werd gewonnen door Deubel met Otto Kölle/Dieter Hess op de tweede en Camathias op de derde plaats. In Duitsland won Camathias vóór Deubel en Frankrijk werd door de mist afgelast. Daarna won Camathias zijn enige Sidecar TT, een overwinning waar hij erg trots op was. Deubel werd slechts achtste, wellicht omdat hij met invaller Barry Dungsworth moest rijden nadat Emil Hörner geblesseerd was geraakt. In Assen was Hörner weer fit en Deubel/Hörner wonnen daar terwijl Camathias slechts derde werd achter Fritz Scheidegger/John Robinson. Toen Camathias in België uitviel hadden Deubel en Hörner aan de tweede plaats (achter Scheidegger/Robinson) genoeg voor de wereldtitel. Camathias/Herzig werden in het kampioenschap tweede en Scheidegger/Robinson derde. 
GP van Spanje, Montjuïc
Regerend wereldkampioenen Max Deubel/Emil Hörner wonnen de Spaanse GP met zeventien seconden voorsprong op Otto Kölle/Dieter Hess. Florian Camathias/Alfred Herzig werden met hun door Helmut Fath ontwikkelde Fath Camathias Special derde.
GP van Duitsland, Hockenheim
Florian Camathias scoorde zijn eerste overwinning met de Fath Camathias Special, in wezen nog steeds een BMW, opgebouwd en getuned door Helmut Fath. Max Deubel werd tweede en behield de leiding in het wereldkampioenschap. Georg Auerbacher werd derde.
Isle of Man TT, Mountain Course
Florian Camathias nam in de tweede ronde de leiding over van Fritz Scheidegger en won uiteindelijk met 38 seconden voorsprong. Max Deubel kwam als leider in de WK-stand naar Man, maar werd met invaller-bakkenist Barry Dungsworth slechts achtste.
Dutch TT, Assen
Florian Camathias kwam als WK-leider naar Assen, maar nu Max Deubel won en Camathias slechts derde werd, was het moeilijk om Deubel nog te achterhalen. Dat lag aan de streepresultaten: De vier punten van Assen werden onmiddellijk weggestreept en Camathias moest nu de Belgische Grand Prix eigenlijk winnen om nog wereldkampioen te worden.
GP van België, Spa-Francorchamps
Om nog wereldkampioen te worden moest Florian Camathias de Belgische GP eigenlijk winnen. Hij reed wel de snelste ronde, maar viel uit. Dat was genoeg voor Max Deubel om wereldkampioen te worden. Deubel werd tweede achter Fritz Scheidegger en Georg Auerbacher werd derde.

### Uitslagen zijspanklasse
|   | Datum   | Race             | Circuit           | 1e                                | 2e                                | 3e                                | Snelste ronde                     |
| - | ------- | ---------------- | ----------------- | --------------------------------- | --------------------------------- | --------------------------------- | --------------------------------- |
| 1 | 5 mei   | GP van Spanje    | Montjuïc          | Max Deubel / Emil Hörner          | Otto Kölle / Dieter Hess          | Florian Camathias / Alfred Herzig | Max Deubel / Emil Hörner          |
| 2 | 26 mei  | GP van Duitsland | Hockenheimring    | Florian Camathias / Alfred Herzig | Max Deubel / Emil Hörner          | Georg Auerbacher / Beno Heim      | Florian Camathias / Alfred Herzig |
| 3 | 2 juni  | GP van Frankrijk | Clermont-Ferrand  | Door dichte mist afgelast         | Door dichte mist afgelast         | Door dichte mist afgelast         | Door dichte mist afgelast         |
| 4 | 10 juni | Isle of Man TT   | Mountain Course   | Florian Camathias / Alfred Herzig | Fritz Scheidegger / John Robinson | Alan Birch / Peter Birch          | Florian Camathias / Alfred Herzig |
| 5 | 29 juni | Dutch TT         | Assen             | Max Deubel / Emil Hörner          | Fritz Scheidegger / John Robinson | Florian Camathias / Alfred Herzig | Max Deubel / Emil Hörner          |
| 6 | 7 juli  | GP van België    | Spa-Francorchamps | Fritz Scheidegger / John Robinson | Max Deubel / Emil Hörner          | Georg Auerbacher / Beno Heim      | Florian Camathias / Alfred Herzig |

### Eindstand zijspanklasse
| Pos. | Coureur           | Bakkenist                      | Motorfiets | Ptn.    |
| ---- | ----------------- | ------------------------------ | ---------- | ------- |
| 1    | Max Deubel        | Emil Hörner / Barry Dungsworth | BMW        | 22 (28) |
| 2    | Florian Camathias | Alfred Herzig                  | FCS        | 20 (24) |
| 3    | Fritz Scheidegger | John Robinson                  | BMW        | 20      |
| 4    | Otto Kölle        | Dieter Hess                    | BMW        | 12 (14) |
| 5    | Georg Auerbacher  | Beno Heim                      | BMW        | 10 (14) |
| 6    | Alan Birch        | Peter Birch                    | BMW        | 8       |
| 7    | Arsenius Butscher | Alfred Leissing / Walter Popp  | BMW        | 3       |
| 7    | Jackie Beeton     | Eddie Bulgin                   | BMW        | 3       |
| 9    | Ferdinand Breu    | Hans Gösch                     | BMW        | 2       |
| 10   | Colin Seeley      | Wally Rawlings                 | Matchless  | 2       |
| 11   | Claude Lambert    | Gottfried Rüfenacht (†)        | BMW        | 1       |
| 11   | Chris Vincent     | Keith Scott                    | BSA        | 1       |

(Punten tussen haakjes zijn inclusief streepresultaten)

### Constructeurstitel zijspanklasse
| 1 | BMW       | 24 (36) |
| 2 | FCS       | 20 (24) |
| 3 | BSA       | 2       |
| 4 | Matchless | 1       |